# Ульссон, Маркус
Маркус Юнас Мунуэ Ульссон (швед. Marcus Jonas Munuhe Olsson; родился 17 мая 1988 года, Евле, Швеция) — шведский футболист, защитник клуба «Хальмстад». Выступал за сборную Швеции.

## Карьера
С 2008 по 2011 год играл в клубе «Хальмстад». В 2012 году перешёл в «Блэкберн Роверс», где играл четыре с половиной сезона, сначала в Премьер-лиге, а затем в Чемпионате Футбольной лиги. В январе 2016 года Ульссон перешёл в «Дерби Каунти», с которым заключил контракт на три с половиной года.
Также сыграл два матча за национальную команду Швеции.

## Семья
Ульссон родился в семье шведа и кенийки. Его брат-близнец Мартин, тоже футболист, выступавший в составе «Блэкбёрн Роверс» на протяжении семи лет, игрок сборной Швеции, сейчас играет за «Мальмё». Их сестра Джессика — жена бывшего баскетболиста «Даллас Маверикс» Дирка Новицки.